# Loni Anderson
Loni Kaye Anderson (Saint Paul, 5 de agosto de 1945 – Los Angeles, 3 de agosto de 2025) foi uma atriz americana. Ela é mais conhecida por interpretar a recepcionista Jennifer Marlowe na sitcom da CBS WKRP in Cincinnati (1978-1982), que lhe rendeu indicações a três Globos de Ouro e dois Emmys.

## Vida pessoal e morte
Anderson foi casada quatro vezes. Seus três primeiros maridos foram o incorporador imobiliário Bruce Hasselberg (1964-1966), o ator Ross Bickell (1974-1981) e o ator Burt Reynolds (1988-1994). Em 17 de maio de 2008, ela se casou com o músico Bob Flick, um dos membros fundadores da banda folk The Brothers Four. Eles se conheceram na estreia de um filme em Minneapolis em 1963. Ela teve um caso assumido com seu colega de elenco Gary Sandy perto do fim de seu casamento com Bickell.
Anderson teve dois filhos: uma filha, Deidra (pai de Hasselberg), e um filho, Quinton, adotado com Reynolds. Ela também tinha uma irmã, Andrea. A autobiografia de Anderson, My Life in High Heels, foi publicada em 1995. Ela teve 4 netos de seus dois filhos.
Anderson faleceu em 3 de agosto de 2025, após uma doença prolongada, 2 dias antes de seu aniversário de 80 anos.

## Filmografia

### Cinema
| Ano  | Título                               | Papel          | Notas                                                                    |
| ---- | ------------------------------------ | -------------- | ------------------------------------------------------------------------ |
| 1976 | Vigilante Force                      | Peaches        | não creditada                                                            |
| 1983 | Stroker Ace                          | Pembrook Feeny | nomeada—Prêmio Framboesa de Ouro de Pior Atriz nomeada—Framboesa de Ouro |
| 1984 | The Lonely Guy                       | Ela mesma      | não creditada                                                            |
| 1989 | All Dogs Go to Heaven                | Flo            | voz                                                                      |
| 1992 | Munchie                              | Cathy          |                                                                          |
| 1998 | 3 Ninjas: High Noon at Mega Mountain | Medusa         |                                                                          |
| 1998 | A Night at the Roxbury               | Barbara Butabi |                                                                          |

### Telefilme
| Ano  | Título                                          | Papel                                  | Notas         |
| ---- | ----------------------------------------------- | -------------------------------------- | ------------- |
| 1977 | The Magnificent Magical Magnet of Santa Mesa    | Mrs. Daroon                            |               |
| 1978 | Three on a Date                                 | Angela Ross                            |               |
| 1980 | The Jayne Mansfield Story                       | Jayne Mansfield                        |               |
| 1980 | The Fantastic Funnies                           | eu (anfitrião)                         |               |
| 1981 | Sizzle                                          | Julie Davis                            |               |
| 1982 | Country Gold                                    | Mollie Dean Purcell                    |               |
| 1984 | My Mother's Secret Life                         | Ellen Blake                            |               |
| 1985 | A Letter to Three Wives                         | Lora Mae Holloway                      |               |
| 1986 | Stranded                                        | Stacy Tweed                            |               |
| 1986 | Easy Street                                     | L.K. MCGuire                           |               |
| 1987 | Blondie & Dagwood                               | Blondie Bumstead                       | voz           |
| 1988 | Necessity                                       | Lauren LaSalle                         |               |
| 1988 | Whisper Kill                                    | Liz Bartlett                           |               |
| 1988 | Too Good to Be True                             | Ellen Berent                           |               |
| 1989 | Sorry, Wrong Number                             | Madeleine Stevenson                    |               |
| 1989 | Blondie & Dagwood: Second Wedding Workout       | Blondie Bumstead                       | voz           |
| 1990 | Coins in the Fountain                           | Leah                                   |               |
| 1990 | Blown Away                                      | Lauren                                 |               |
| 1991 | White Hot: The Mysterious Murder of Thelma Todd | Thelma Todd                            |               |
| 1992 | The Price She Paid                              | Lacey                                  |               |
| 1994 | Gambler V: Playing for Keeps                    | Fanny Porter                           |               |
| 1994 | Without Warning                                 | Atriz no segmento de abertura do filme | não creditada |
| 1995 | Deadly Family Secrets                           | Martha                                 |               |
| 2023 | Ladies of the '80s: A Divas Christmas           | Lily Marlowe                           |               |

### Série de televisão
| Ano     | Título                            | Papel                  | Notas |
| ------- | --------------------------------- | ---------------------- | --- |
| 1975    | S.W.A.T.                          | Miss Texas             | Episódio: "The Steel Security Blanket" |
| 1975    | S.W.A.T.                          | Art Teacher            | Episódio: "Deadly Tide: Part 1" |
| 1975    | The Invisible Man                 | Andrea Hanover         | Episódio: "Man of Influence" |
| 1975    | Harry O                           | Linzy                  | Episódio: "Lester Two" |
| 1975    | Phyllis                           | Rita                   | Episódio: "The First Date" |
| 1975    | Police Woman                      | Garçoneta              | Episódio: "Farewell, Mary Jane" |
| 1976    | Police Story                      | Garçoneta              | Episódio: "Odyssey of Death: Part 2" |
| 1976    | Barnaby Jones                     | Dee Dee Danvers        | Episódio: "Deadly Reunion" |
| 1976    | Barnaby Jones                     | Joanna Morgan          | Episódio: "Sins of Thy Father" |
| 1976    | The McLean Stevenson Show         | Mrs. Swenson           | Episódio: "Going His Way" |
| 1977    | The Bob Newhart Show              | Leslie Greely          | Episódio: "Carlin's New Suit" |
| 1977    | The Love Boat                     | Barbie                 | Episódio: "Lost and Found/The Understudy/Married Singles" |
| 1978–82 | WKRP in Cincinnati                | Jennifer Marlowe       | 89 episódios Indicada ao Globo de Ouro de melhor atriz em série de comédia ou musical (1980-1981) Indicada ao Globo de Ouro de melhor atriz coadjuvante em televisão Indicada ao Emmy do Primetime de melhor atriz secundária numa série de comédia (1980-1981) |
| 1978    | The Incredible Hulk               | Sheila Cantrell        | Episódio: "Of Guilt, Models and Murder" |
| 1978    | Three's Company                   | Susan Walters          | Episódio: "Coffee, Tea, or Jack" |
| 1980    | The Love Boat                     | Kitty Scofield         | Episódio: "The Kinfolk / Sis and the Slicker / Moonlight and Moonshine / Affair" |
| 1980    | Fantasy Island                    | Kim Holland            | Episódio: "The Love Doctor / Pleasure Palace / Possessed" |
| 1984    | Partners in Crime aka Fifty-Fifty | Sydney Kovak           | 13 episódios |
| 1985    | Amazing Stories                   | Love                   | Episódio: "The Guilt Trip" |
| 1986–87 | Easy Street                       | L.K. McGuire           | 22 episódios |
| 1990    | B.L. Stryker                      | Dawn St. Claire        | Episódio: "Grand Theft Hotel" |
| 1991–92 | The New WKRP in Cincinnati        | Jennifer Marlowe       | 2 episódios "Where Are We Going?", "Jennifer and the Prince" |
| 1993    | Empty Nest                        | Casey MacAfee          | 3 episódios |
| 1993–94 | Nurses                            | Casey MacAfee          | 22 episódios |
| 1995    | Burke's Law                       | Claudia Loring         | Episódio: "Who Killed the Highest Bidder?" |
| 1995    | Women of the House                | Loni Anderson          | Episódio: "Women in Film" |
| 1996    | Melrose Place                     | Teri Carson            | 3 episódios |
| 1997    | Sabrina the Teenage Witch         | Racine                 | Episódio: "Witch Trash" |
| 1998    | Clueless                          | Barbara Collier        | Episódio: "Labor of Love" |
| 1999    | Movie Stars                       | Audrey Wyatt           | Episódio: "Mothers & Brothers" |
| 1999    | V.I.P.                            | Carol Irons            | Episódio: "Stop or Val's Mom Will Shoot" |
| 2001    | Three Sisters                     | Janet                  | Episode: "Mother's Day" |
| 2003–04 | The Mullets                       | Mandi Mullet-Heidecker | 11 episódios |
| 2006    | So Notorious                      | Kiki Spelling          | 8 episódios |
| 2016    | Baby Daddy                        | Nana Lyle              | Episódio: "Not So Great Grandma" |
| 2016–18 | My Sister Is So Gay               | Frances                | 12 episódios |
| 2017    | Love You More                     | Jean Carlyle-Dixon     | Piloto de TV |